# Casa e Capela da Quinta da Bouça
A Casa e Capela da Quinta da Bouça, ou apenas Casa da Bouça, é um solar com capela localizado na atual freguesia de Geraz do Lima (Santa Maria, Santa Leocádia e Moreira) e Deão, no Município e no Distrito de Viana do Castelo, em Portugal.

## História
Foi edificada no início do século XVII, e bastante modificada por obras posteriores. Em 1860 foi colocada na fachada principal a pedra de armas.
Na quinta está localizado o Museu de Carros de Cavalos.

## Características
Apresenta uma estrutura solarenga de tipologia chã, com fachada de linhas austeras e simples, possuindo ao centro uma porta precedida por terraço e escadaria.